# 서귀포고등학교
서귀포고등학교(西歸浦高等學校)는 대한민국 제주특별자치도 서귀포시 동홍동에 위치한 공립 고등학교이다.

## 학교 연혁
- 1968년 11월 20일 : 인문계 고등학교 3학급 설립인가
- 1969년 3월 25일 : 서귀고등학교 개교(서귀리 231번지 서귀중학교 구내 병설)
- 1971년 3월 1일 : 교사 신축 이전(동홍리 201번지)
- 1972년 2월 5일 : 제1회 졸업식(31명)
- 1980년 9월 12일 : 21학급 증설 인가
- 1988년 2월 19일 : 현 부지로 이전(동홍동 1460-6, 학교부지 54,568m2)
- 1998년 2월 9일 : 교훈탑 건립
- 1999년 3월 5일 : 급식소 <청사관> 개소
- 2000년 11월 4일 : 우정학사 도서관(지상 3층 1028m2) 준공
- 2003년 3월 26일 : 서귀포고등학교로 교명 변경
- 2004년 9월 1일 : 교육인적자원부 지정 e-러닝 정책 연구학교 지정 운영(2년)
- 2006년 3월 22일 : 기숙생활관 <청람재> 개관 (2층 281평, 70명 수용)
- 2009년 7월 1일 : 교육인적자원부 지정 "사교육 없는 학교 만들기" 자율학교
- 2011년 3월 1일 : 교과부 요청 도지정 "교과교실제" 정책 연구학교 지정
- 2018년 8월 29일 : 다목적학습관 <천지관> 개관
- 2021년 12월 1일 : 제주특별자치도교육청 지정 고교학점제 선도학교 선정
- 2022년 6월 7일 : 급식소 <청사관> 신축 이전
- 2024년 3월 1일 : 제25대 홍성현 교장 부임
- 2025년 1월 3일 : 제54회 졸업식(197명 졸업, 누계 13,881명)
- 2025년 3월 4일 : 입학식(신입생 195명 입학)

## 참고 자료
- 서귀포고등학교 - 한국교육학술정보원 학교알리미